# Амзя (река)
Амзя́ — река в России, протекает по Калтасинскому, Краснокамскому и Янаульскому районам Башкортостана. Впадает слева в реку Буй (приток Камы) в 22 км от устья. Длина реки составляет 37 км.

## Данные водного реестра
По данным государственного водного реестра России относится к Камскому бассейновому округу, водохозяйственный участок реки — Кама от Воткинского гидроузла до Нижнекамского гидроузла, без рек Буй (от истока до Кармановского гидроузла), Иж, Ик и Белая, речной подбассейн реки — бассейны притоков Камы до впадения Белой. Речной бассейн реки — Кама.
Код объекта в государственном водном реестре — 10010101412111100016462.